# Peter Banks
Pentru For the keyboard player Peter Banks, see the entry for the band After the Fire.
Peter Banks (născut Peter William Brockbanks; n. 15 iulie 1947, Greater London, Anglia, Regatul Unit – d. 7 martie 2013, Londra, Anglia, Regatul Unit) a fost un chitarist de muzică rock englez. A fost chitaristul original al formației Yes, o trupă engleză de rock progresiv. Comentatorii BBC-ului Danny Baker și Big George l-au numit adesea pe Banks "Arhitectul muzicii progresive" (conform "The Architect of Progressive Music").

## Acte muzicale

### CuYes
- 1969 : Yes
- 1970 : Time And a Word
- 1974 : Yesterdays (reissues from 1969-70)
- 1991 : YesYears (Yes boxed set including reissues)
- 1997 : Something's Coming: The BBC Recordings 1969–1970 (also known as Beyond And Before)
- 1999 : Astral Traveller (reissues from 1969)

### CuFlash
- 1972 : Flash (EMI-Sovereign UK / Cleopatra Records US; reed. 1993 CEMA Special Markets, & 2009 Esoteric Recordings label + bonus track)
- 1972 : In the Can (reed. 1993 CEMA & 2010 ER + bonus tracks)
- 1973 : Out of Our Hands (reed. 1993 CEMA & 2010 ER)
- 1997 : Psychosync (1973 - live WLIR radio broadcast, ed. Blueprint)

### CuEmpire
- 1973 : Mark I
- 1974 : Mark II
- 1979 : Mark III
- 2018 : The Complete Recordings

### CuDavid Cross
- 2020 : Crossover

### Solo
- 1973 : Two Sides of Peter Banks
- 1994 : Instinct
- 1995 : Self-Contained
- 1997 : Reduction
- 1999 : Can I Play You Something? (The Pre-Yes Years Recordings From 1964-1968)

### Harmony in Diversity
- 2006 : Trying
- 2018 : The Complete Recordings

### Apariții ca invitat
- 1970 : Nice to Meet Miss Christine, by Chris Harwood
- 1971 :  Electric Shocks by Roger Ruskin Spear, featuring Pete Banks on 2 tracks
- 1978 :  Puttin' on the Style, star tribute to Lonnie Donegan with Rory Gallagher, Pete Banks, Elton John, Brian May & Ringo Starr
- 1984 :  "Hello" by Lionel Richie; uncredited session work
- 1984 : Keats ...Plus, with Pete Bardens, David Paton, Ian Bairnson, Colin Blunstone, Start Elliott (producer Alan Parson);
- 1995 : Tales from Yesterday, Yes tribute album
- 1997 : Come Together People of Funk, by Funky Monkey
- 1999 : Jabberwocky, by Clive Nolan & Oliver Wakeman
- 1999 : Encore, Legends, & Paradox, by Robert Berry and the drummer Trent Gardner, 10 songs from Emerson, Lake & Palmer, by 23 musicians ( Yes members (Banks, Khoroshev, Downes), Asia members (Wetton, Downes), etc.)
- 2001 :  "Guitar Workshop" (two solo tracks)
- 2001 : Marked for Madness, by Michelle Young
- 2002 : The Hound of the Baskervilles, by Clive Nolan & Oliver Wakeman
- 2002 : Join Us in Tomorrow, by Funky Monkey
- 2006 :  "Return to the Dark Side of the Moon"
- 2011 : Electronic Church Muzik, by Ant-Bee
- 2011 : Muso & Proud, by dB-Infusion
- 2012 : The Prog Collective
- 2012 : Songs of the Century: An All-Star Tribute to Supertramp
- 2012 :  "Who Are You" – An All-Star Tribute To The Who